# Arne Andersson (moderat politiker)
Lars Arne Andersson, född 2 april 1928 i Alboga i Västergötland, död 1 september 2001 i Alboga i Västergötland, var en svensk lantbrukare och moderat politiker.

## Politisk karriär
Han var riksdagsledamot mellan 1971 och 1998 som invlad i Älvsborgs läns norra valkrets. Andersson var också ledamot i jordbruksutskottet mellan 1976 och 1987 samt ordförande i försvarsutskottet mellan 1987 och 1998. Han har även varit suppleant i skatteutskottet och i socialförsäkringsutskottet samt ledamot i Krigsdelegationen och Nordiska rådets svenska delegation.